# Tiaropsidium atlanticum
Tiaropsidium atlanticum is een hydroïdpoliep uit de familie Tiaropsidae. De poliep komt uit het geslacht Tiaropsidium. Tiaropsidium atlanticum werd in 1956 voor het eerst wetenschappelijk beschreven door Russell. 